# Распопова, Валентина Ивановна
Валентина Ивановна Распопова (8 июля 1934, Подмосковье ) — советский и российский археолог, историк искусства, востоковед.

## Биография
Валентина Ивановна Распопова родилась в Подмосковье 8 июля 1934 г.
Поступила учиться на истфак МГУ, закончила учёбу в 1956 г. На раскопках городища Ак-Бешим в Северной Киргизии в 1953—1954 гг. В. И. Распопова начала свои научные изыскания.
С 1958 г. В. И. Распопова трудится в Ленинградском отделении Института археологии АН СССР (ныне — Институт истории материальной культуры РАН). В 1971 году под научным руководством А. М. Беленицкого, В. И. Распопова защитила кандидатскую диссертацию по теме «Металлообрабатывающее ремесло раннесредневекового Согда (Опыт историко-социальной интерпретации по материалам Пенджикента)».
С 1970-х гг. В. И. Распопова начала разрабатывать тему социального устройства согдийского общества, опираясь на материалы Пенджикента.
В 1993 году успешно защитила докторскую диссертацию «Раннесредневековый согдийский город (по материалам Пенджикента)».
Ведущий научный сотрудник-консультант Отдела археологии Центральной Азии и Кавказа ИИМК РАН.
Важным было знакомство Валентины Ивановны с её сокурсником Борисом Ильичем Маршаком (1933—2006), которое быстро переросло не только в супружество, но и в совместную научную работу, продолжавшуюся полвека.
Как участник, а с 1978 г. и заместитель руководителя Пенджикентской археологической экспедиции Государственного Эрмитажа.
В 2007 году Академией надписей и изящной словесности Франции В.И. Распоповой была вручена премия Романа и Тани Гиршманов за «за серию „Отчетов о раскопках древнего города Пенджикент“ и в за поощрение продолжения возглавляемой ею археологической миссии».
Основная сфера научных интересов — археология Согдианы и согдийский город. Монография В.Распоповой, посвященная металлическим изделиям Согда, цитируется более 180 раз учеными России, Италии, США, Узбекистана и Таджикистана.

## Научные труды
- Распопова  В. И. Гончарные изделия согдийцев Чуйской долины  // Труды Киргизской археолого-этнографической экспедиции / Под ред. Г. Ф. Дебеца. М., 1960. Т. 4. С. 138–163.
- Распопова  В. И. Поясной набор Согда VII–VIII вв. // СА. 1965. № 4. С. 79–91.
- Распопова  В. И. Византийские поясные пряжки в Согде // КСИА. 1968. Вып. 114. С. 34–36.
- Распопова В. И. Квартал жилищ рядовых горожан Пенджикента VII–VIII вв. // СА. 1969. № 1. С. 169–182.
- Распопова В. И. Согдийский город и кочевая степь в VII–VIII вв. // КСИА.1970. Вып. 122. С. 86–91.
- Распопова В. И. Один из базаров Пенджикента VII–VIII вв.  // СНВ. 1971. Вып.  10. С. 67–75.
- Распопова В. И. Зеркала из Пенджикента // КСИА. 1972. Вып. 132. С. 65–69.
- Распопова  В. И. Жилища Пенджикента (опыт историко-социальной интерпретации). Л.: Наука, Лен. отд., 1990
- Распопова В. И. Стеклянные сосуды из Пенджикента (находки 1950–1999 гг.). СПб.: Синтез Бук, 2010. 162 с.
- Распопова В. И. Вьючное седло в живописи Пенджикента VIII в. // Записки ИИМК. 2015. № 11. С. 125–138.
- Распопова В. И. Эпиграфика Пенджикента (из раскопок 1947–2006 гг.). СПб.: Издво Политехнического университета, 2017. 78 с
- Распопова В. И. Школы писцов в Пенджикенте VII–VIII вв. СПб.: Изд-во Политехнического университета, 2019. 80 с